# Chiang Mai (provins)
Chiang Mai, (thai:  เชียงใหม่) är en provins (changwat) i norra Thailand. Provinsen hade år 2005 1 649 457 invånare på en areal av 20 107,0 km². Provinshuvudstaden är Chiang Mai.

## Administrativ indelning
Provinsen är indelad 25 distrikt (amphoe). Distrikten är i sin tur indelade i 204 subdistrikt (tambon) och 1 915 byar (muban). 
- Wikimedia Commons har media som rör Chiang Mai (provins).